# توبياس جواكيم داي
توبياس جواكيم داي هو سياسي موزمبيقي، ولد في 25 نوفمبر 1950. حزبياً، نشط في جبهة تحرير موزمبيق.